# Szoftverfejlesztési filozófiák listája
Ez a lista a szoftverfejlesztésben használt megközelítéseket, elveket és technikákat sorolja fel.
Tartalmaz programozási paradigmákat, szoftverfejlesztési módszertanokat, szoftverfejlesztési folyamatokat és egyéb gyakorlatokat.

## Szoftverfejlesztési filozófia
Nagyléptékű programozási stílusok:
- Viselkedésvezérelt fejlesztés
- Designvezérelt fejlesztés (D3)
- Tartományvezérelt tervezés
- Tervezett biztonság
- Tesztvezérelt fejlesztés
  - Elfogadási teszt által vezérelt fejlesztés
  - Folyamatos teszt által vezérelt fejlesztés
  - Példa általi specifikáció

Specifikációval kapcsolatos paradigmák:
- Iteratív és fokozatos fejlesztés
- Vízesésmodell
- Formális módszerek

Átfogó rendszerek:
- Agilis szoftverfejlesztés
  - Lean szoftverfejlesztés
- Lightweight módszertanok – ezek vagy kevés szabályból állnak, vagy csak olyanokból, amiket könnyű betartani
  - Adaptív szoftverfejlesztés
  - Extrém programozás
  - Funkcióközpontú fejlesztés (FDD)
  - ICONIX
- Kanban
- Cowboykódolás – a rendszer ellentéte: a cowboykódolásban a programozók autonómiát élveznek

Szabályok:
- KISS
- Minimalizmus
- Nyílt/zárt elv
- Release early, release often (Korai és gyakori kiadás)
- Rule of least power
- There's more than one way to do it (Több mint egy módon lehet csinálni)
- Unix filozófia
- Worse is better (A rosszabb jobb)
- YAGNI (You aren't gonna need it – Nem fog kelleni)
- Ne ismételd önmagad (DRY)
- SOLID
- Single source of truth (SSOT, az igazság egyetlen forrása)
- Single version of the truth (SVOT, az igazság egyetlen változata)

Egyéb:
- A katedrális és a bazár – Eric S. Raymond esszéje a szoftverfejlesztés módszereiről

## Programozási paradigmák
- Megbízóorientált programozás
- Aspektusorientált programozás (AOP)
- Komponensalapú fejlesztés
- Funkcionális programozás (FP)
- Moduláris programozás
- Objektumorientált programozás (OOP)
- Reaktív programozás

## Szoftverfejlesztési módszertan
- Agilis egységes folyamat (AUP)
- Építőjellegű design módszertan (CDM)
- Dinamikus rendszerfejlesztés (DSDM)
- Extrém programozás (XP)
- Iteratív és fokozatos fejlesztés
- Kanban
- Lean szoftverfejlesztés
- Nyílt egységes fejlesztés (OpenUP)
- Páros programozás
- Gyors alkalmazásfejlesztés (RAD)
- Egységesített racionális fejlesztés (RUP)
- Scrum
- SSADM (Structured Systems Analysis and Design Method)
- Egységesített szoftverfejlesztési folyamat (UP)

## Szoftverfejlesztés folyamata
- Aktívadmin-vezérelt fejlesztés (AADD)
- Viselkedésvezérelt fejlesztés (BDD)
- Bugvezérelt fejlesztés (BgDD)
- Konfigurációvezérelt fejlesztés (CDD)
- Designvezérelt fejlesztés (D3)
- Tartományvezérelt tervezés (DDD)
- Funkcióközpontú fejlesztés (FDD)
- Tesztvezérelt fejlesztés (TDD)
- Felhasználóközéppontú fejlesztés (UCD)
- Értékvezérelt fejlesztés (VDD)

## Lásd még
- Programtervezési minta
- Antiminta
- Programozási paradigma
- Szoftverfejlesztési módszertanok
- Szoftverfejlesztési folyamat